# Filipe de Mascarenhas
Filipe de Mascarenhas (1580 — 1652) va ser un administrador colonial portuguès. Va ser el governador de Ceilan, des de 1630 a 1631, sent poc després nomenat governador de Moçambic entre 1633 i 1634. Fou altre cop governador de Ceilan entre 1640 i 1645. Poc després, va ser nomenat 26è virrei de l'Índia en el lloc de João da Silva Telo e Meneses, un càrrec que va ocupar fins al 1651. En aquesta data João da Silva Telo e Meneses fou nomenat altre cop però no va arribar a prendre possessió del càrrec, ja que va morir de camí (a Moçambic) i el govern va quedar en mans d'una comissió de govern amb Fra Francisco dos Mártires (1583 - 1652), Francisco de Melo de Castro (+ 1664) i António de Sousa Coutinho (+ 1668).